# Said ibn Sultan

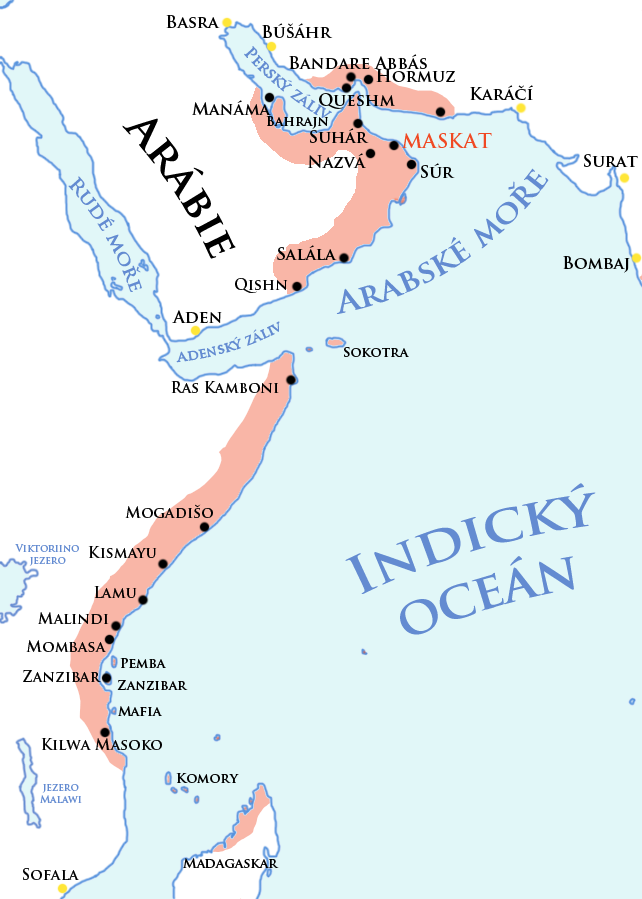
Machtbereich Saids 1856 (unmittelbare Herrschaft und stärkerer Einfluss)

Said ibn Sultan (arabisch سعيد بن سلطان, DMG Saʿīd b. Sulṭān; * 5. Juni 1791 in Sumail, Oman; † 19. Oktober 1856 in der Nähe von Mahé, Seychellen; auch Sayyid Said) war von 1804 bis zu seinem Tod Sayyid von Maskat, Imam von Maskat und Oman sowie Sultan von Maskat, Oman und Sansibar.

## Leben
Said ibn Sultan al-Busaidi (Saʿîd ibn Sultân) wurde als Nachfolger von Sultan ibn Ahmad (1792–1804) am 20. November 1804 Sayyid von Maskat. Er wurde zunächst gemeinsam mit seinem Bruder Salim zum Herrscher ernannt; da er erst 13 Jahre alt war, wurde sein Onkel Sayyid Badr ibn Saif als Vormund und Regent eingesetzt. Nach dessen Tod am 31. Juli 1806 wurde seine ältere Schwester Sayyida Aisha ibn Sultan Regentin. Sie veranlasste am 14. September 1806 Saids Ausrufung zum alleinigen Sultan von Maskat, Oman und Sansibar.
1806 legte Said wegen einer Kontroverse den Titel des Imams ab und führte stattdessen fortan den Titel eines Sayyid (i. S. einer „Hoheit“), um sich von den anderen Mitgliedern des al-Busaid-Stammes abzugrenzen.
Unter Said ibn Sultan regierte die Said-Dynastie ihren größten Herrschaftsbereich. Neben der ostafrikanischen Küste zwischen Kap Delgado und Mogadischu wurden auch weite Teile der Golfküste beherrscht. So kamen durch Heiratsverbindungen mit persischen Herrschern die Hafenstädte Hormuz, Qishm und Bandar Abbas unter omanische Kontrolle. Mit Hilfe der Briten gelang es Said auch, die Piraterie der Qawasim einzudämmen. Diese Unterstützung führte allerdings zu einem verstärkten Einfluss Britanniens in der Golfregion. Mit den Wahhabiten aus Zentralarabien dauerten die Kämpfe weiter an. Im Moresby-Vertrag von 1822 mit Großbritannien erklärte er den Sklavenhandel zwischen seinem Reich und allen christlichen Staaten für beendet.
Said konzentrierte sich in der Folgezeit zunehmend auf den Ausbau des Reiches in Ostafrika. So gelang ihm 1829 mit der Eroberung von Mombasa die Einnahme des letzten unabhängigen Handelshafens an der ostafrikanischen Küste. Angeblich soll Said ibn Sultan der Königin Ranavalona I. von Madagaskar ein (vergebliches) Heiratsangebot gemacht haben, um die Insel in seinen Herrschaftsbereich einzugliedern. Auch die Unterwerfung der Komoren scheiterte, als sich die madegassischstämmige Sultanin von Mohéli 1842 unter französisches Protektorat stellte.
Sansibar entwickelte sich als Zentrum des Sklavenhandels und des Anbaus von Gewürznelken zum wirtschaftlichen Zentrum der afrikanischen Besitzungen. 1832 verlegte Said seine Residenz zunächst provisorisch nach Sansibar, ab 1840 dann offiziell. 1836 nahm er offizielle diplomatische Beziehungen mit den USA auf, 1840 auch mit Großbritannien. Im Hamerton-Vertrag vom 2. Oktober 1845 wurde der Sklavenexport aus seinem Machtbereich auf Druck der Briten offiziell verboten, doch kam er erst durch eine wirksame Kontrolle durch die britische Marine viele Jahre später wirklich zum Erliegen. Im Gegenzug erkannte Großbritannien die volle Souveränität seines Landes an. Nach dem Tod von Said 1856 auf einer Schiffsreise in der Nähe von Mahe, Seychellen, brachen unter seinen Söhnen Madschid und Thuwaini Thronfolgekämpfe aus, die zu einer Teilung des Reiches führten.

## Sonstiges
Er hatte drei Hauptfrauen (von seiner zweiten und dritten Hauptfrau ließ er sich jeweils wegen Untreue scheiden), zu seinem Harem zählten im Laufe der Zeit über 75 Nebenfrauen. Mit diesen hatte er 26 Söhne und 21 Töchter, von denen 36 bei seinem Tode noch lebten, darunter auch die später in Deutschland lebende Emily Ruete. Neben Thuwaini, der Sultan von Oman geworden war, wurden vier von Saids Söhnen Sultane von Sansibar: Madschid bin Said regierte 1856–1870, Barghasch ibn Said 1870–1888, Chalifa ibn Said 1888–1890 und Ali ibn Said 1890–1893.
Sultan Said verkaufte in den 1840er-Jahren dem Weinhändler Louis-Gaspard Estournel die kostbare geschnitzte doppelflügelige Holztür, die seither das berühmte Weingut Château Cos d’Estournel in Saint-Estèphe bei Bordeaux ziert.